# Farlowella oxyrryncha
Farlowella oxyrryncha är en fiskart som först beskrevs av Kner, 1853.  Farlowella oxyrryncha ingår i släktet Farlowella och familjen Loricariidae. Inga underarter finns listade i Catalogue of Life.